# Затока Доусона (телесеріал)
Зато́ка До́усона (англ. Dawson’s Creek) — американський телесеріал про підліткове життя. Серіал є частковою автобіографією його творця Кевіна Вільямсона й оснований на фактах із його дитинства, що пройшло в невеличкому містечку. У Доусона Лірі, головного персонажа, те саме минуле й ті ж самі інтереси, що й у Кевіна Вільямсона. Дія серіалу розгортається у вигаданому місті Кейпсайд (штат Массачусетс), що лежить на узбережжі, й сфокусований на житті 4-х друзів, що на самому початку серіалу вступили до десятого класу загальноосвітньої школи.

## Опис
Перший поцілунок, перше кохання, перше розчарування, перша ненависть… Вони вже не діти. Але як з усім цим упоратись? Як не зламатися? Як гідно скласти іспит, що дає перепустку в доросле життя? Шестеро підлітків живуть у провінційному американському містечку. Їхні почуття, переживання, радості, питання, проблеми і нещастя близькі багатьом їх одноліткам.
Дружба з дитинства Доусона та «хорошої» дівчинки Джої непомітно переростає у дещо більше. Що обрати дружбу чи кохання? Споконвічний телепень та невдаха Пейсі несподівано перетворюється на чарівного принца з мрій кожної дівчини. Але чим він може допомогти своєму першому коханню Енді, яка після трагічної загибелі брата захопилася наркотичними ліками. Як Енді зреагує на публічне визнання свого брата Джека у гомосексуальній орієнтації? Як Джен — дівчині з великого міста — розібратися у своїх закоханостях і визначити, котра з них і є справжнім великим коханням? Чим дорослішими вони стають, тим більше питань виникає, тим вони серйозніші…

## Акторський склад

### Основний склад
| Актор               | Роль         | Сезон             | Сезон             | Сезон             | Сезон             | Сезон             | Сезон             |
| Актор               | Роль         | 1                 | 2                 | 3                 | 4                 | 5                 | 6                 |
| ------------------- | ------------ | ----------------- | ----------------- | ----------------- | ----------------- | ----------------- | ----------------- |
| Джеймс Ван Дер Бік  | Доусон Лірі  | Основний персонаж | Основний персонаж | Основний персонаж | Основний персонаж | Основний персонаж | Основний персонаж |
| Мішель Вільямс      | Джен Ліндлі  | Основний персонаж | Основний персонаж | Основний персонаж | Основний персонаж | Основний персонаж | Основний персонаж |
| Джошуа Джексон      | Пейсі Віттер | Основний персонаж | Основний персонаж | Основний персонаж | Основний персонаж | Основний персонаж | Основний персонаж |
| Кеті Холмс          | Джої Поттер  | Основний персонаж | Основний персонаж | Основний персонаж | Основний персонаж | Основний персонаж | Основний персонаж |
| Мері-Маргарет Г'юмс | Гейл Лірі    | Основний персонаж | Основний персонаж | Основний персонаж | Основний персонаж | Періодична поява  | Періодична поява  |
| Джон Веслі Шипп     | Мітч Лірі    | Основний персонаж | Основний персонаж | Основний персонаж | Основний персонаж | Періодична поява  |                   |
| Мері Бет Пейл       | Евелін Раян  | Основний персонаж | Основний персонаж | Основний персонаж | Основний персонаж | Основний персонаж | Основний персонаж |
| Ніна Репета         | Бессі Поттер | Основний персонаж | Основний персонаж | Основний персонаж | Основний персонаж | Періодична поява  | Періодична поява  |
| Керр Сміт           | Джек Макфі   |                   | Періодична поява  | Основний персонаж | Основний персонаж | Основний персонаж | Основний персонаж |
| Мередіт Монро       | Енді Макфі   |                   | Періодична поява  | Основний персонаж | Основний персонаж |                   | Періодична поява  |
| Бізі Філіпс         | Одрі Лідделл |                   |                   |                   |                   | Періодична поява  | Основний персонаж |

Персонажі названі в порядку їхньої появи в серіалі.